# Iehuda Gur-Arie
Iehuda Gur-Arie (în ebraică ‏יהודה גור-אריה, transliterat: Yehuda Gur-Arieh; n. 16 februarie 1934, Lencăuți, raionul Ocnița, Republica Moldova) este un evreu basarabean, scriitor, poet și traducător israelian.

## Biografie
S-a născut în satul Lencăuți (acum în raionul Ocnița, Republica Moldova) din județul Soroca, Basarabia (România interbelică). În 1941, în timpul celui de-al doilea război mondial, a fost deportat împreună cu familia de către autoritățile române în ghetoul satului Murafa din Transnistria (acum raionul Șarhorod, regiunea Vinița, Ucraina). A petrecut 3 ani în ghetou, după moartea părinților, a fost repartizat de Crucea Roșie la orfelinate din Roman, Buzău și, în cele din urmă, la București. În anii 1946-1950 a locuit în orașul Dorohoi din județul Botoșani, unde a absolvit școala elementară.
În 1950 a emigrat în Israel. A studiat și în același timp a lucrat ca muncitor agricol într-un kibuț. După ce a slujit în armată, s-a întors la kibuțul natal, unde a locuit următorii 15 ani. A participant la ostilitățile războiului de șase zile (1967).
A absolvit Facultatea de Filologie a Universității din Tel Aviv. A început să publice ca poet, în ebraică, ulterior, la începutul anilor 1980 a publicat numeroase traduceri din limbile idiș, rusă și română. Peste 35 de cărți de poezie și proză au fost publicate în traducerile lui Gur-Arie. Printre autorii români pe care i-a tradus se numără Mihai Eminescu, Ion Minulescu, Marin Preda, Zaharia Stancu, D.R. Popescu și Norman Manea, precum și un număr de scriitori israelieni care scriu în limba română: Boris Wexler-Vlăstaru, M. Rudic, Eugen Luca, Solo Har, Leopold Bittman-Ruga, Shaul Carmel, Leopold Brukstein și Louise Karol. În traducerile lui Gur-Arie, romanele lui Lev Tolstoi, Boris Pasternak („Scrisoarea gardianului”) și Vladimir Voinovici au fost publicate în cărți separate. A tradus cărți din idiș de J. Trunk, Șloime Vorzoger, Enta Mash, Isaac Bashevis Singer, Sh. L. Schneiderman, Eli Schechtman, Alexander Spieglblatt și alții.
În 1969, împreună cu Iariv Ben Aharon și Muki Tsur, a participat la o colecție colectivă de impresii personale ale participanților la războiul de șase zile, compilată în idiș de A. Dobrushkes (Kemfer deerceiln – „spun soldații”). A lucrat ca redactor adjunct al cotidianului Maariv pentru cultură și literatură, apoi ca redactor de literatură științifică. Este autor al cărților de poezie și proză: „Miniaturi poetice în albastru” (1966), „Laudă de vară” (1978), „Aventurile lui Tali” (poveste pentru copii, 1984), „Skip” (1988), „Stările agregate ale materiei” (1994), „Mirosul acelor” (romane, 1999), „Culorile fluturilor” (2006).
Este laureat al Premiului de Stat israelian pentru traducere (1995), al Premiului „Fihman” (2002) și al Premiului D. Gofshtein (pentru contribuția sa la cultura idișă, 2006).